# پخته‌آباد، اندیجان
پخته‌آباد (به ازبکی: Paxtaobod) یک منطقهٔ مسکونی در ازبکستان است که در شهرستان پخته‌آباد واقع شده‌است. پخته‌آباد ۲۷٬۰۶۲ نفر جمعیت دارد.